# Cornelius (Karolina Północna)
Cornelius – miasto w Stanach Zjednoczonych, w stanie Karolina Północna, w hrabstwie Mecklenburg.